# Kechnec
Kechnec és un poble i municipi d'Eslovàquia. Es troba a la regió de Košice, a l'est del país.

## Història
La primera referència escrita de la vila data del 1220.

## Demografia
| Godina             | 1994 | 2004    | 2014    | 2024   |
| ------------------ | ---- | ------- | ------- | ------ |
| Nombre de persones | 841  | 961     | 1172    | 1142   |
| Diferència         |      | +14,26% | +21,95% | −2,55% |

| Godina             | 2023 | 2024   |
| ------------------ | ---- | ------ |
| Nombre de persones | 1140 | 1142   |
| Diferència         |      | +0,17% |